# 罗德斯豪森
罗德斯豪森是德国莱茵兰-普法尔茨州的一个市镇。总面积5.37平方公里，总人口177人，其中男性92人，女性85人（2011年12月31日），人口密度33人/平方公里。